# گولو
گولو (به لاتین: Gulou District, Fuzhou) یک سکونتگاه مسکونی در جمهوری خلق چین است که در فوجو واقع شده‌است.